# Crossopriza dhofar
Crossopriza dhofar (лат.) — вид пауков-сенокосцев рода Crossopriza (Smeringopinae, Pholcidae). Распространён в Омане. Назван по месту обнаружения (провинция Dhofar; 17.1301° N, 54.2364° E; на высоте 115 м).

## Описание
Мелкие пауки-сенокосцы, длина тела около 3 мм, ширина карапакса 1,1 мм, длина ног до 3 см. Карапакс охристо-жёлтый, со светло-коричневой срединной полосой, включая глазную область; наличник не затемнен; стернум густо покрыт тёмно-коричневыми пятнами; ноги охристо-жёлтые, без тёмных колец, с чёрными отметинами на бёдрах и (немногими) на голенях; брюшко серое, с дорсальным узором из тёмных пятен среди множества внутренних беловатых пятен; вентрально с отчётливым чёрным узором (нарушенная срединная полоса), три продольные полосы за гонопором.
Биология не исследована. Большинство экземпляров было найдено на нижней стороне камней. В Вади Нахиз они делили это место обитания с неописанным видом рода Buitinga и неописанным видом Micropholcus. Было найдено относительно мало самцов (Вади Нахиз: один самец против 24 самок; все остальные места вместе взятые: пять самцов против 22 самок), что позволяет предположить, что вид может быть сезонным. В Айн Разад этот вид делил небольшую полость в самой глубокой части неглубокой пещеры с Smeringopus lineiventris Simon, 1890 и Artema dhofar Huber, 2019. В карстовой воронке Шаат пауки были найдены в небольших отверстиях в карстовых скалах, сидя на маленьких шелковых ковриках прямо на скале. В пустыне к северо-востоку от Равийи и к востоку от Тумрайта пауки были найдены в расщелинах скал и спрятаны среди колючих листьев пальмовых кустов близко к земле.

## Систематика
Вид был впервые описан в 2022 году в ходе исследования разнообразия пауков Центральной Азии, проведённого немецким арахнологом Бернхардом Хубером (Bernhard Huber, Alexander Koenig Research Museum of Zoology, Бонн, Германия). Отличается от близких видов деталями деталями пальп самца (вершина прокурсуса с вентральным склеритом и двумя дополнительными заострёнными отростками; бульбальный склерит с двумя простыми заострёнными отростками), мужских хелицер (измененные волоски на лобной поверхности) и женских гениталий (пара больших карманов; большой внутренний медианный склерит; пара латеральных внутренних склеритов).